# 百人一首一夕話
百人一首一夕話（ひゃくにんいっしゅひとよがたり）は、江戸時代に学者である尾崎雅嘉(おざき　まさよし)によって書かれた百人一首の解説書である。
百人一首を順番に並べ、歌の簡単な解釈と、作者をめぐる話題とで構成されている。話題は、江戸時代に通行した説話集などから編成したもので、当時の町人階級が身につけるべきとされていた教養のありどころをコンパクトにまとめたものである。
翻刻が岩波文庫におさめられている。